# 竹富町
竹富町（たけとみちょう）は、沖縄県八重山郡の町。日本最南端の町で、9つの有人島とその周辺の無人島からなる。

## 地理
八重山列島のうち、西表島・竹富島・小浜島・黒島・波照間島・鳩間島・新城島（上地島・下地島）・由布島の有人島と、その周囲にある仲の神島などの無人島からなる。
竹富町役場は町外の石垣島（石垣市）に置かれている。町内の各島への航路は基本的に石垣島を起点としており、各島間を相互に連絡する航路はほとんどないためである。町役場の西表島大原への移転計画が決定されているが、2022年には石垣島に新庁舎が完成した一方、西表島大原での新庁舎の計画は規模を適正化する方向で見直されている。事務所が町村の区域外に位置する町村は、竹富町以外では鹿児島県の十島村と三島村の2村のみである。
- 東端：竹富島（北緯24度19分15秒 東経124度6分7秒 / 北緯24.32083度 東経124.10194度）
- 西端：仲御神島（北緯24度11分33秒 東経123度33分19秒 / 北緯24.19250度 東経123.55528度）
- 南端：波照間島（北緯24度2分44秒 東経123度47分18秒 / 北緯24.04556度 東経123.78833度）
- 北端：鳩間島（北緯24度28分38秒 東経123度49分2秒 / 北緯24.47722度 東経123.81722度）

### 字・集落の一覧
- 新城（新城島）

下地・上地
- 西表（西表島・内離島・外離島）

祖納・星立・白浜・船浮
- 上原（西表島・鳩離島）

船浦・上原・中野・住吉・浦内
- 黒島（黒島）

保里・伊古・仲本・東筋・宮里
- 小浜（小浜島）

小浜・細崎
- 古見（西表島・由布島）

古見・美原
- 崎山（西表島・仲の神島）

崎山・網取・鹿川
- 高那（西表島）

高那
- 竹富（竹富島）

東・西・仲筋
- 南風見（西表島）

大原・豊原
- 南風見仲（西表島）：第二次大戦後、「仲間」より改称。

大富
- 波照間（波照間島）

前・名石・南・北・冨嘉
- 鳩間（鳩間島）

鳩間

### 人口
| |                                        |  |
| 竹富町と全国の年齢別人口分布（2005年） | 竹富町の年齢・男女別人口分布（2005年） |  |
| ■紫色 ― 竹富町 ■緑色 ― 日本全国 | ■青色 ― 男性 ■赤色 ― 女性              |  |
| 竹富町（に相当する地域）の人口の推移 \| 1970年（昭和45年） \| 4,904人 \| \| \| 1975年（昭和50年） \| 3,468人 \| \| \| 1980年（昭和55年） \| 3,376人 \| \| \| 1985年（昭和60年） \| 3,467人 \| \| \| 1990年（平成2年） \| 3,468人 \| \| \| 1995年（平成7年） \| 3,508人 \| \| \| 2000年（平成12年） \| 3,551人 \| \| \| 2005年（平成17年） \| 4,192人 \| \| \| 2010年（平成22年） \| 3,859人 \| \| \| 2015年（平成27年） \| 3,998人 \| \| \| 2020年（令和2年） \| 3,942人 \| \| |                                        |  |
| 総務省統計局 国勢調査より |                                        |  |
| 1970年（昭和45年） | 4,904人                                |  |
| 1975年（昭和50年） | 3,468人                                |  |
| 1980年（昭和55年） | 3,376人                                |  |
| 1985年（昭和60年） | 3,467人                                |  |
| 1990年（平成2年） | 3,468人                                |  |
| 1995年（平成7年） | 3,508人                                |  |
| 2000年（平成12年） | 3,551人                                |  |
| 2005年（平成17年） | 4,192人                                |  |
| 2010年（平成22年） | 3,859人                                |  |
| 2015年（平成27年） | 3,998人                                |  |
| 2020年（令和2年） | 3,942人                                |  |

## 自然

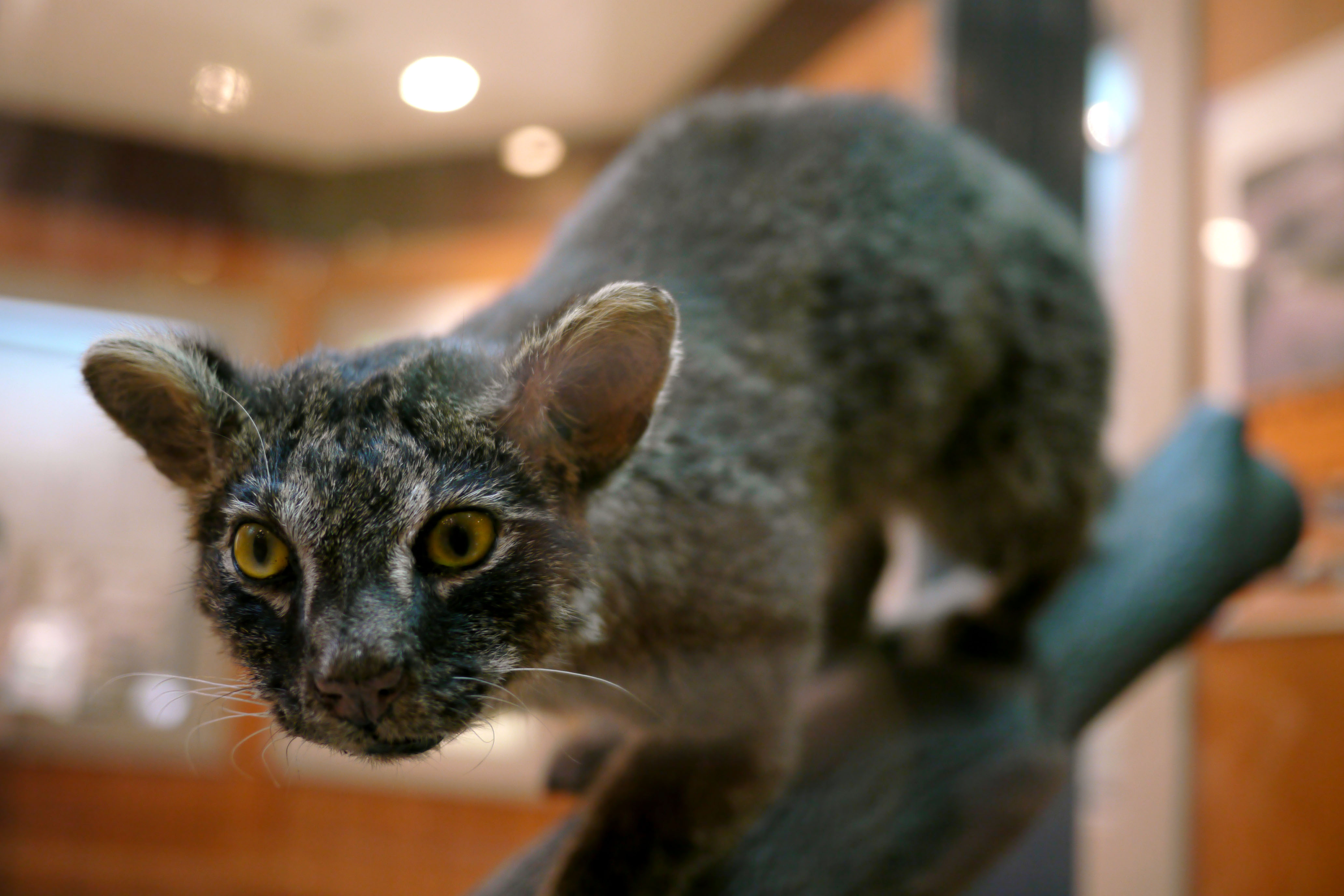
イリオモテヤマネコの剥製（西表野生生物保護センター）

西表島をはじめとする竹富町の町域には、特別天然記念物のイリオモテヤマネコ、カンムリワシ、天然記念物のセマルハコガメ、リュウキュウキンバト、八重山列島固有種のサキシマカナヘビ等の希少な動植物が分布しており、竹富町の全域及び周辺海域（石西礁湖等）が西表石垣国立公園に指定されている。
緯度が低い八重山列島では、全天88星座のうち84星座を見ることができ、南十字星も好条件で観測することができる。竹富町を含む西表石垣国立公園の陸域にあたる区域は、2018年3月30日に国際ダークスカイ協会（IDA）により日本初の星空保護区に暫定認定されている。

## 歴史
町役場の歴史については、「竹富町役場」も参照。通信及び放送の歴史については、「#通信」及び「#放送」を参照。
- 1908年4月1日 - 島嶼町村制により間切制が廃止になり、石垣間切・大浜間切・宮良間切及び与那国島を合わせた八重山列島全域が八重山村となる。
- 1914年4月1日 - 八重山村が分村。西表島・竹富島・小浜島・黒島・新城島・鳩間島・波照間島など石垣島周辺の離島が竹富村となり、村役場が竹富島におかれる。
- 1938年 - 村役場が石垣島の石垣町に移転する。
- 1948年7月1日 - 町制施行し、竹富町となる。
- 1986年 - 黒島を通る県道213号黒島港線が建設省（現国土交通省）の「日本の道100選」に選定される。
- 2002年12月 - 石垣市と与那国町との合併協議会を設置[13]。
- 2005年3月28日 - 石垣市との合併が、町議会の2度にわたる反対議決により白紙となる[13]。
- 2022年 - 2月13日、当時の町長が海底送水管工事を巡る官製談合の疑いで逮捕され[14]、3月4日に辞職[15]。那覇地裁は7月8日に懲役3年6月、追徴金1700万円の実刑判決を言い渡し[16]、11月28日の福岡高裁那覇支部判決でも控訴が棄却された[17]。

## 行政
- 竹富町役場石垣庁舎 - 石垣市美崎町11

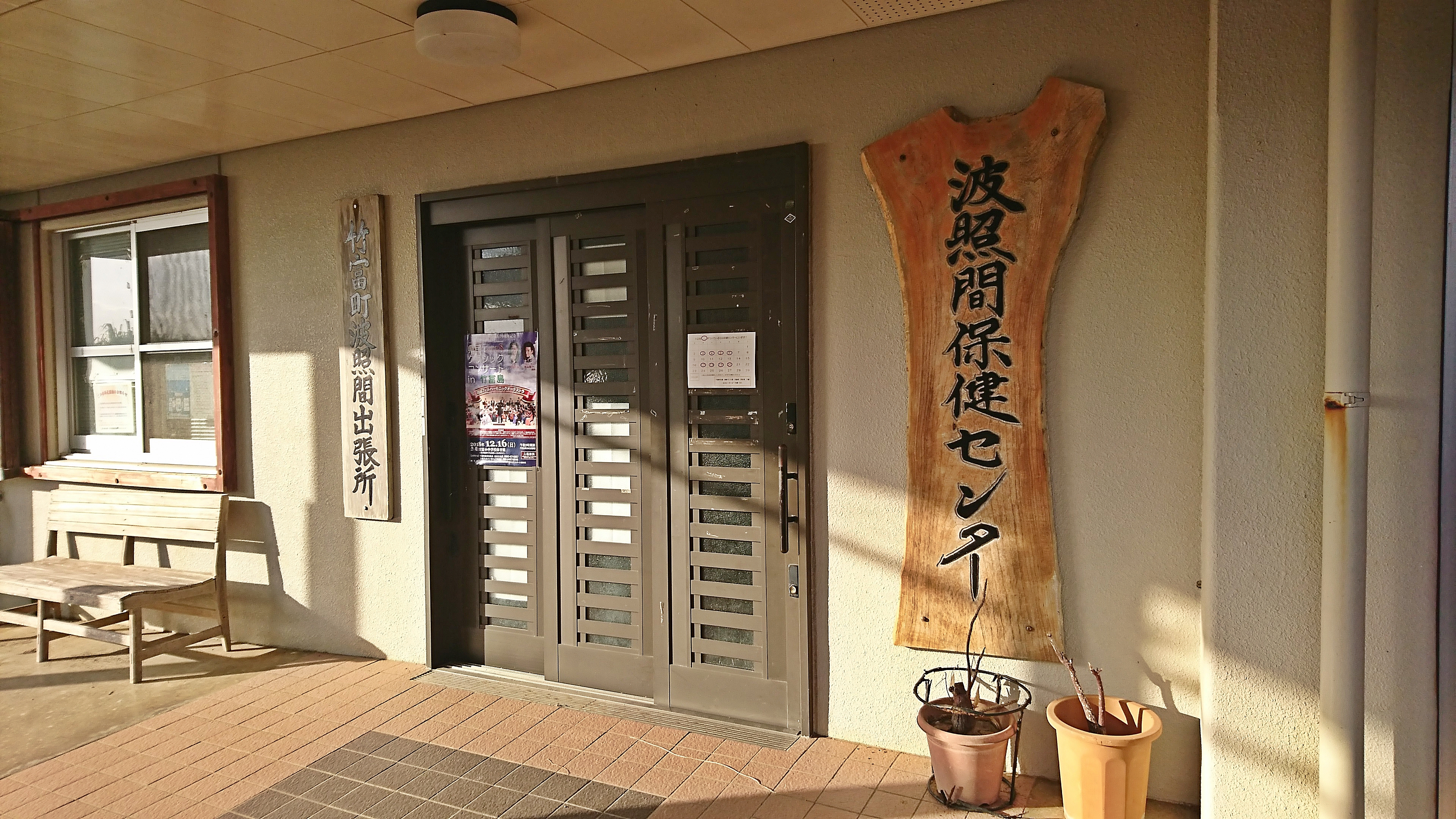
竹富町波照間出張所

- 西表東部出張所 - 竹富町字南風見201-47
- 西表西部出張所 - 竹富町字上原584-1
- 波照間出張所 - 竹富町字波照間2750-1
- 小浜ふれあいセンター - 竹富町字小浜60
- 離島振興総合センター - 竹富町字南風見201-47（西表東部出張所と同じ）

消防本部・消防署を持たない、常備消防未設置町村の一つである。 2020年1月24日に、日本救急システムと西表島西部での救急救命業務の民間委託の契約を締結し、同年7月1日に業務が開始されている。

### 町長
| 代数 | 氏名       | 就任年月日    | 退任年月日    | 備考                     |
| ---- | ---------- | ------------- | ------------- | ------------------------ |
| 1    | 与那国善三 | 1948年7月2日  | 1950年9月25日 |                          |
| 2    | 仲本信幸   | 1950年9月26日 | 1956年3月19日 |                          |
| 3    | 与那国修   | 1956年4月6日  | 1960年4月5日  |                          |
| 4    | 崎田永起   | 1960年4月6日  | 1964年        | 在職中に死去             |
| 5    | 白保生雄   | 1964年9月14日 | 1968年9月13日 |                          |
| 6    | 瀬戸弘     | 1968年9月14日 | 1980年9月13日 |                          |
| 7    | 友利哲雄   | 1980年9月14日 | 1996年9月13日 |                          |
| 8    | 西島本進   | 1996年9月14日 | 2000年9月13日 |                          |
| 9    | 那根元     | 2000年9月14日 | 2004年9月13日 |                          |
| 10   | 大盛武     | 2004年9月14日 | 2008年9月13日 |                          |
| 11   | 川満栄長   | 2008年9月14日 | 2016年9月13日 |                          |
| 12   | 西大舛髙旬 | 2016年9月14日 | 2022年3月4日  | 官製談合事件を受けて辞職 |
| 13   | 前泊正人   | 2022年4月17日 | 現職          |                          |

## 教育
西表島には中学校2校、小学校3校、小中併置校2校がある。竹富島、黒島、小浜島、波照間島、鳩間島に各1校の小中併置校がある。町内に高校はない。

### 小中併置校
- 竹富町立竹富小中学校 - 竹富町竹富545（竹富島）
- 竹富町立黒島小中学校 - 竹富町黒島1140（黒島）
- 竹富町立小浜小中学校 - 竹富町小浜2575（小浜島）
- 竹富町立波照間小中学校 - 竹富町波照間54（波照間島）
- 竹富町立西表小中学校 - 竹富町西表869（西表島）
- 竹富町立船浮小中学校 - 竹富町船浮2435（西表島）
- 竹富町立鳩間小中学校 - 竹富町鳩間588（鳩間島）[23]

### 中学校
- 竹富町立大原中学校 - 竹富町南風見34（西表島）
- 竹富町立船浦中学校 - 竹富町上原870（西表島）[23]

### 小学校
- 竹富町立大原小学校 - 竹富町南風見201-2（西表島）
- 竹富町立上原小学校 - 竹富町上原383（西表島）
- 竹富町立白浜小学校 - 竹富町西表1499（西表島）[23]

### 幼稚園
- 竹富町立はてるま幼稚園 - 竹富町波照間8（波照間島）
- 竹富町立おおはら幼稚園 - 竹富町南風見201-8（西表島）
- 竹富町立うえはら幼稚園 - 竹富町上原383（西表島）[24]

## 姉妹都市・提携都市

### 国内
- 姉妹町
  - 北海道斜里町 - 1973年に姉妹町盟約[25]。
- 友好都市
  - 長崎県対馬市 - 2016年に友好都市協定締結[26]。

## 交通

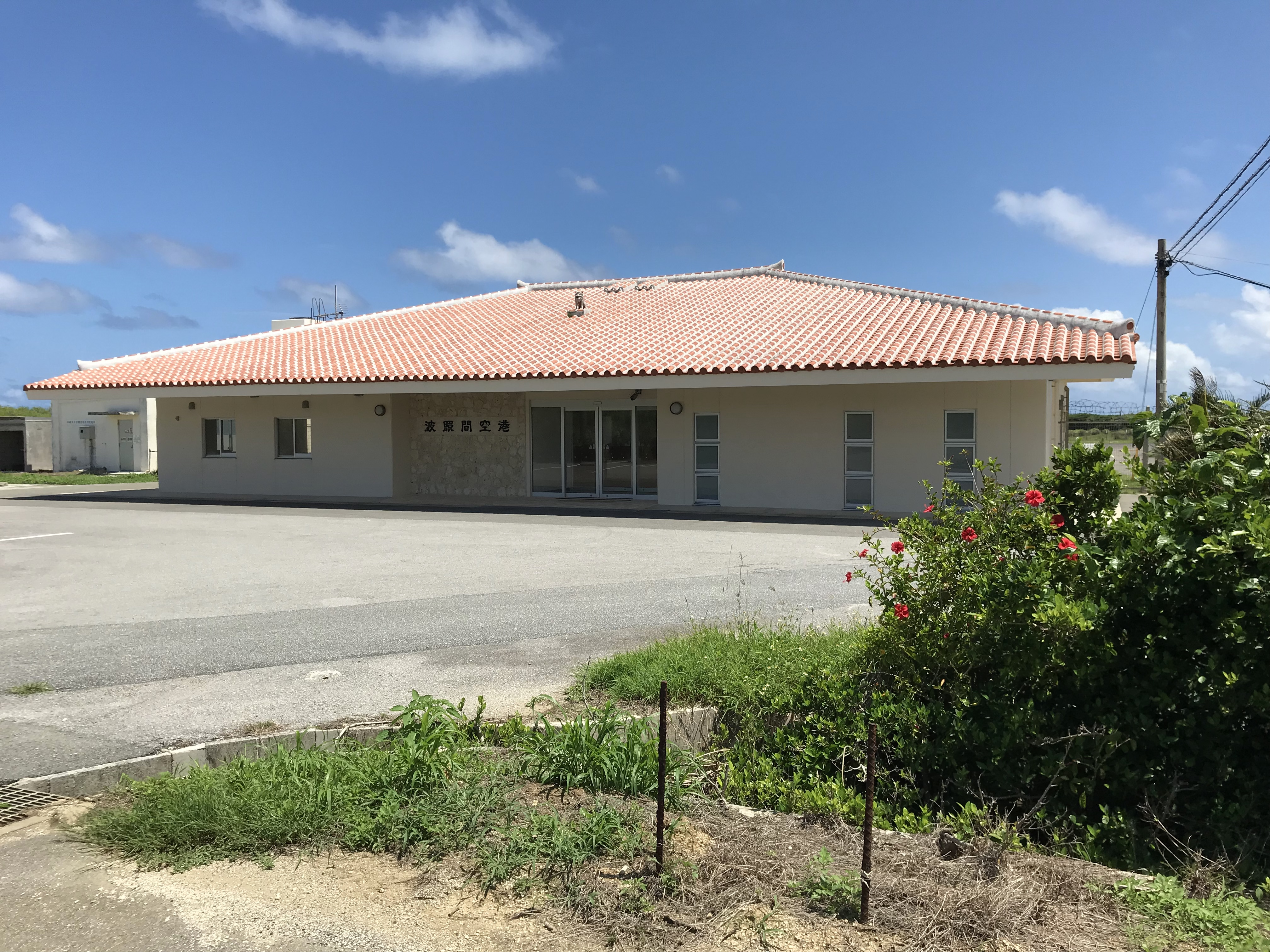
波照間空港ターミナル

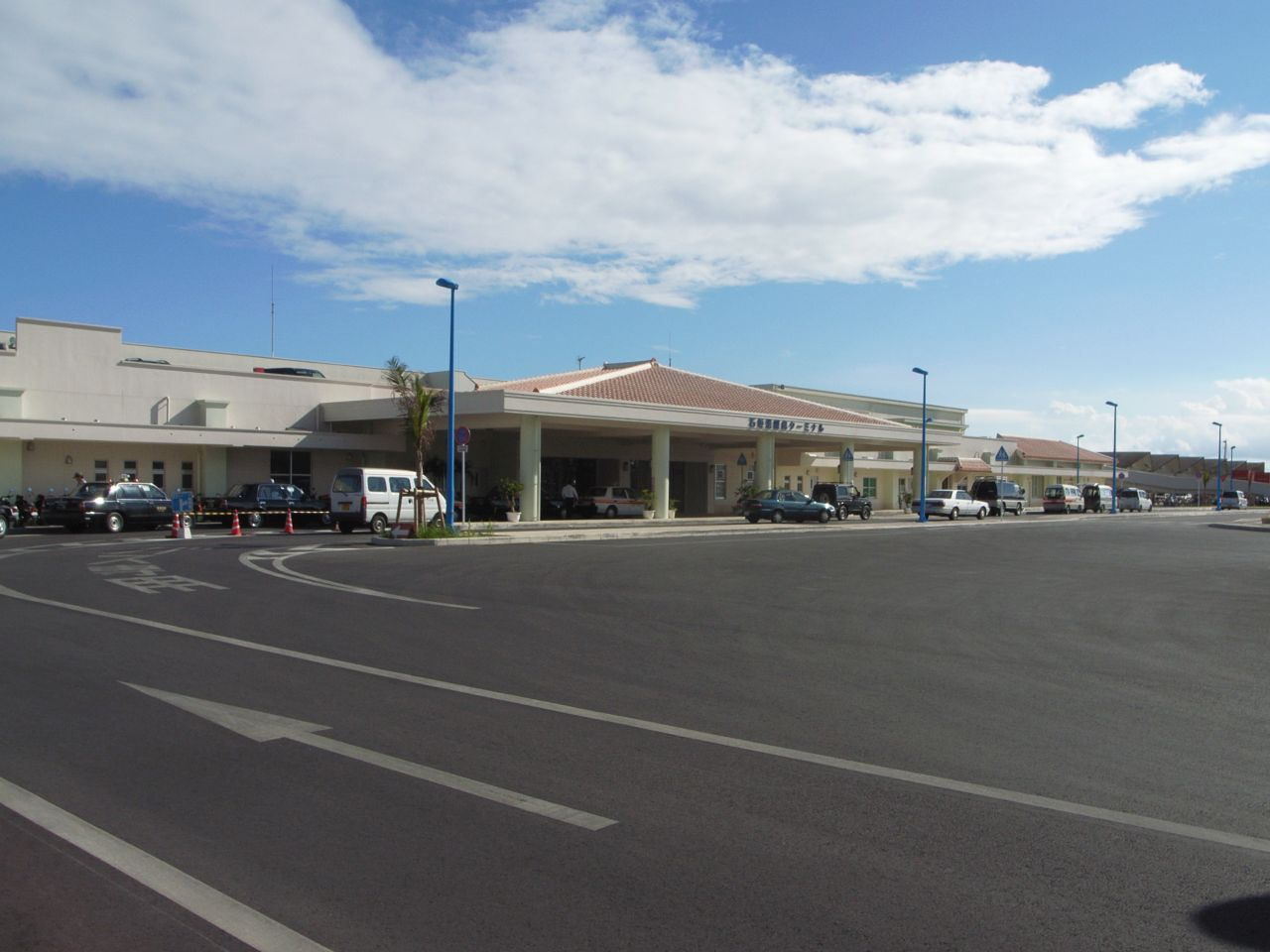
石垣島にある石垣港離島ターミナル。竹富町の各島への交通の拠点となっている。

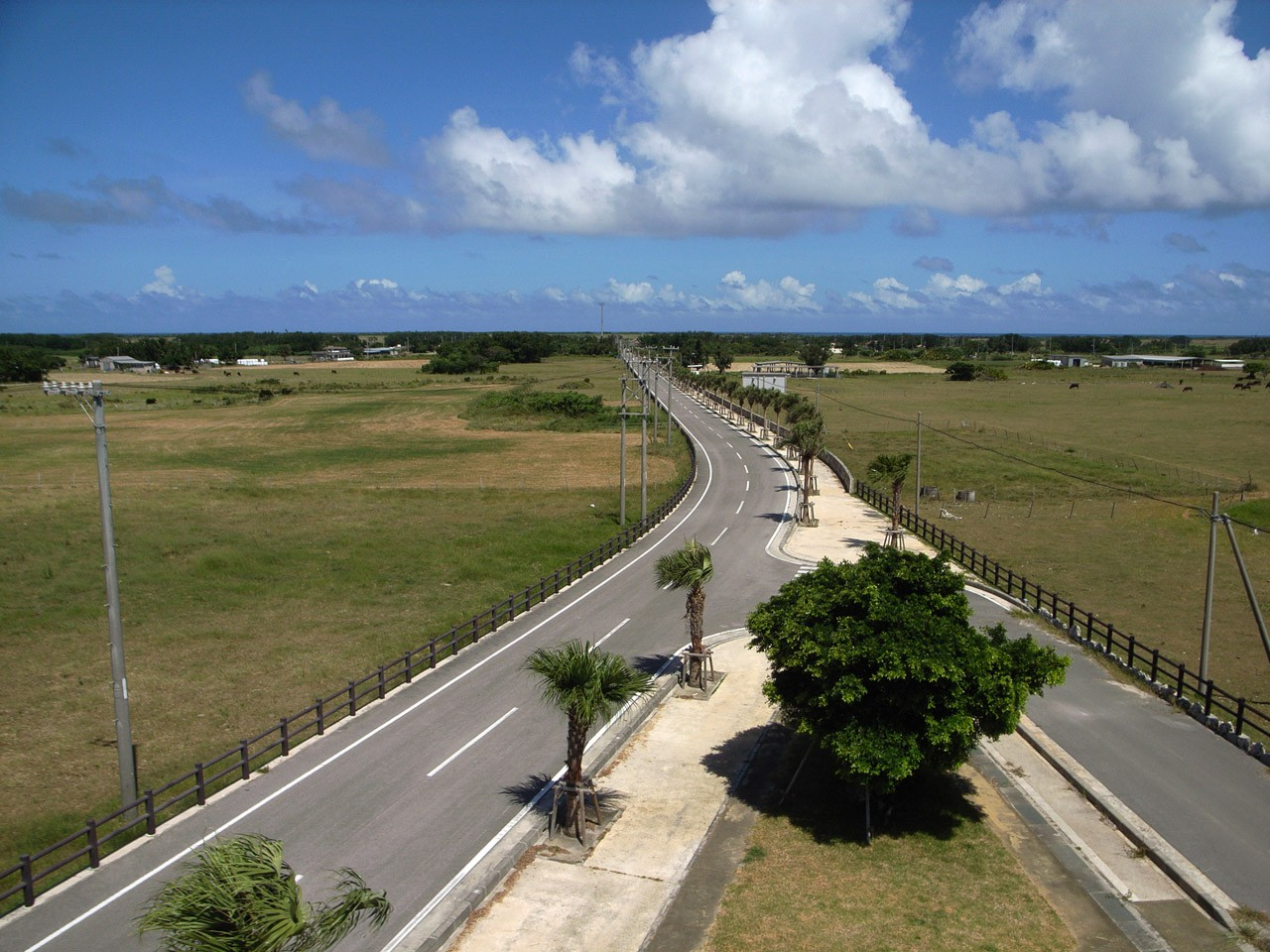
沖縄県道213号黒島港線

### 空港
- 波照間空港（波照間島）

（旧）石垣空港（石垣島）との間に琉球エアーコミューターが週4日2往復運航していたが、2007年11月30日を以て廃止。その後、エアードルフィンにより（旧）石垣空港への不定期便が運航されたが、2008年11月に運休。その後約15年を経て、2024年1月より、石垣空港との間に第一航空による特別チャーター便が隔日、定期的に運航されている。

### 港湾
主に石垣港と竹富町の各島の間で、八重山観光フェリー・安栄観光の両社が運航する高速旅客船や貨客船（フェリー）が就航している。また、西表島の船浮集落は他の地域と道路で繋がっていないため、島内の白浜港と船浮港との間に船便（船浮海運）がある。
括弧内は通称。#を付した港には定期航路が就航していない。
西表島
- 仲間港（大原港） - 東部。地方港湾。
- 船浦港 - 北西部。地方港湾。
  - 上原地区（上原港）
  - 船浦地区（船浦港）# - かつて定期航路が就航していたが、上原港に変更された。
- 祖納港# - 西部。地方港湾
- 白浜港 - 南西部。地方港湾。
- 船浮港 - 南西部。地方港湾・避難港。

その他の島
- 竹富東港（竹富港） - 竹富島。地方港湾。
- 小浜港 - 小浜島。地方港湾。
- 黒島港 - 黒島。地方港湾。
- 上地港# - 新城島・上地島。地方港湾。
- 鳩間港 - 鳩間島。地方港湾。
- 波照間港 - 波照間島。

### 道路
- 沖縄県道210号小浜港線（小浜島）
- 沖縄県道213号黒島港線（黒浜島） - 日本の道100選に選定。
- 沖縄県道215号白浜南風見線（西表島）

### 路線バス
- 竹富島交通（竹富島）
- 西表島交通（西表島）

## 名所・旧跡

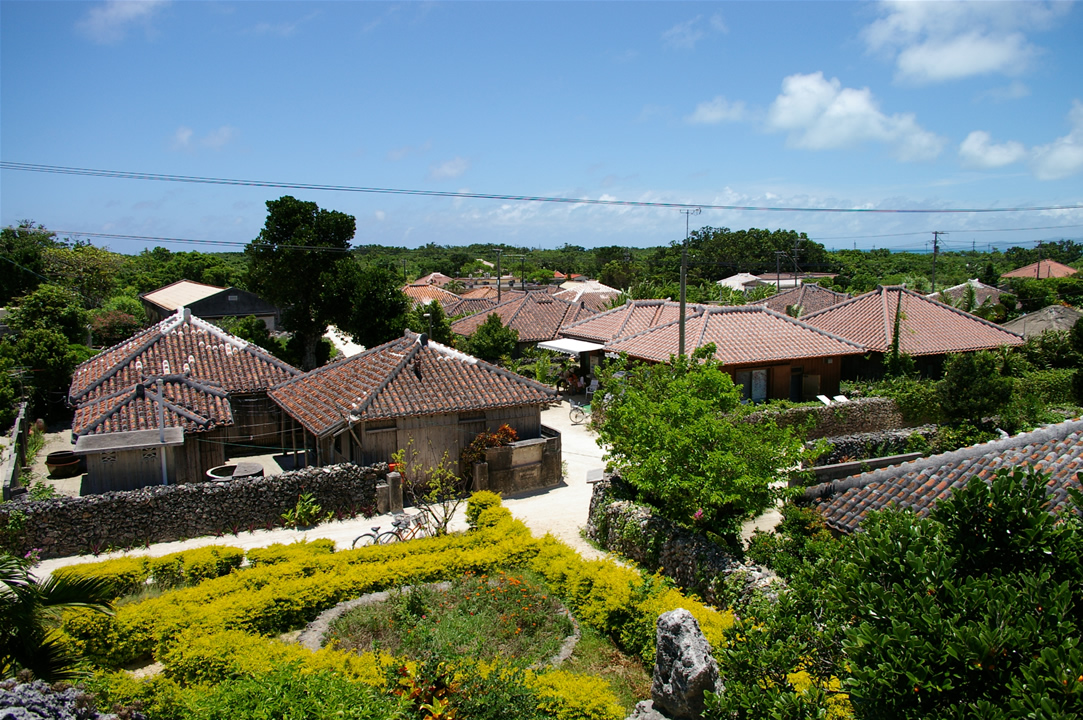
赤瓦屋根の集落（竹富島）

### 文化財
天然記念物
- 仲間川天然保護区域（西表島）[27]
- ウブンドルのヤエヤマヤシ群落（西表島）[28]
- 古見のサキスマスオウノキ群落（西表島）[29]
- 船浦のニッパヤシ群落（西表島）[30]
- 干立天然保護区域（西表島）[31]
- 仲の神島海鳥繁殖地（仲の神島）[32]

史跡
- 下田原城跡（波照間島）
- 先島諸島火番盛[33]
  - 小城盛（クックムイ、竹富島）
  - 大岳（うふだき、小浜島）
  - プズマリ（黒島）
  - タカニク（新城島（上地島））
  - 中森（波照間ムリ、新城島（下地島））
  - 鳩間中森 （鳩間島）

重要文化財
- 旧与那国家住宅（竹富島）[34]

登録有形文化財
- 西桟橋（竹富島）[35]
- なごみの塔（竹富島）[36]
- 伊古桟橋（黒島）[37]
- 神山家住宅（黒島）[38]
- 大盛家住宅（小浜島）[39] - ドラマ「ちゅらさん」撮影地（「こはぐら荘」）。

重要伝統的建造物群保存地区
- 竹富町竹富島[40] - 赤瓦屋根の集落

登録有形民俗文化財
- 竹富島の生活用具[41] - 竹富島の喜宝院蒐集館で展示。

### その他
- マリユドゥの滝（西表島） - 日本の滝百選。
- シュガーロード（小浜島） - ドラマ「ちゅらさん」撮影地。
- 日本最南端之碑（波照間島）

## 通信

### 電話
竹富町は、ダイヤル自動化が日本国内で最も遅かった地域のひとつであり、町全域がダイヤル自動化されたのは全国での完了のわずか1月前の1979年2月であった（ただし小笠原村を除く）。当初は市外局番が各島及び西表島の東部・西部で異なっていたが、1983年に町内全域の市外局番が石垣島と同じ「09808」に統一された。1990年代に入ると空き番号だった「4」も市内局番に利用されるようになり。2002年12月には市内局番が2桁化された。
竹富町の各地域の電話番号の変遷
| 地域（局番名）         | ダイヤル化当時 （1979-1983） | 市外局番統一 （1983-2002） | 市内局番2桁化 （2002-） |
| ---------------------- | ---------------------------- | -------------------------- | ----------------------- |
| 竹富島（竹富）         | 098094-2XXX                  | 09808-5-2XXX               | 0980-85-2XXX            |
| 小浜島（小浜）         | 098093-2XXX                  | 09808-5-3XXX               | 0980-85-3XXX            |
| 黒島（沖縄黒島）       | 098092-2XXX                  | 09808-5-4XXX               | 0980-85-4XXX            |
| 西表島東部（沖縄大原） | 098095-2XXX                  | 09808-5-5XXX               | 0980-85-5XXX            |
| 西表島西部（西表）     | 098096-2XXX                  | 09808-5-6XXX               | 0980-85-6XXX            |
| 波照間島（波照間）     | 098098-2XXX                  | 09808-5-8XXX               | 0980-85-8XXX            |

### 郵便

#### 郵便局
日本郵便
- 西表島郵便局（西表）
- 西表大原郵便局（南風見）
- 竹富郵便局（竹富）
- 小浜島郵便局（小浜）
- 黒島郵便局（黒島）
- 波照間郵便局（波照間） - 日本最南端の郵便局。
- 鳩間簡易郵便局（鳩間）

#### 郵便番号
かつては島ごと（西表島は東部と西部）に集配郵便局があったため、郵便番号も5桁時代から島ごとに異なっていた。なお、現在は石垣市にある八重山郵便局が集配を担当しており、町内に集配郵便局はない。島ごとの郵便番号は以下のとおり（括弧内は5桁時代の郵便番号）。
- 竹富島：907-1101（907-11）
- 小浜島：907-1221（907-12）
- 黒島：907-1311（907-13）
- 西表島（東部）：907-1431～5（907-14）
- 西表島（西部）：907-1541～4（907-15）
- 鳩間島：907-1544（907-16）[注釈 10]
- 波照間：907-1751（907-17）

### インターネット
NTT西日本によりADSLサービス（フレッツADSL）が提供されている。また、西表島の一部や鳩間島では、竹富町が事業主体となり加入者系無線アクセス（FWA）サービスの「パイヌシマネット」が提供されている。

## 放送
テレビ・ラジオとも、竹富島・小浜島・黒島・波照間島・西表島東部は、石垣島にある石垣中継局の放送エリアである。一方、西表島西部と鳩間島は、石垣島から遠く、東部との間に高い山があるため、西部に置かれた祖納テレビ中継局の放送エリアになっている。同中継局は与那国島への電波を送る役割も同時に果たしている。

### テレビジョン
1967年12月23日、沖縄放送協会（OHK・現NHK沖縄放送局）によって西表島西部の祖納に祖納テレビ中継局が設置された。当時（総合テレビのみ）のチャンネルは、US10ch（日本の8chに相当）だった。1972年の本土復帰と同時にNHK沖縄放送局に引き継がれたが、しばらくは沖縄本島と宮古・八重山の先島地区は放送内容が異なっていた。
1976年、それまで時差放送されていたNHKテレビが沖縄本島や本土と同時放送となるとともに、教育テレビの放送が開始された。
1993年、民放の琉球放送（RBC）及び沖縄テレビ（OTV）の放送が開始された。一方、1995年に開局した琉球朝日放送（QAB）は先島諸島に中継局が設置されず受信できなかった。地上デジタルテレビジョン放送は、沖縄県内では2006年に開始されたが、石垣中継局は2008年12月、祖納中継局は2009年4月にそれぞれNHKのみ開局し、民放各局はいずれも2009年10月に開局。アナログ放送では未開局だったQABもデジタル新局として放送を開始した。
テレビ中継局一覧
| 中継局 （リモコンキーID） | 総合 (1) | 教育 (2) | RBC (3) | OTV (8) | QAB (5) |
| ------------------------- | -------- | -------- | ------- | ------- | ------- |
| 石垣（出力100W）          | 26       | 24       | 33      | 35      | 36      |
| 祖納（出力1W）            | 17       | 13       | 32      | 42      | 48      |

### ラジオ
NHKは、1972年の本土復帰に合わせて沖縄県での中波（AM）放送を再開。石垣島にラジオ第1放送とラジオ第2放送の中継局を開設し、竹富町でも受信が可能となった。テレビの同時放送が始まった1976年にはFM放送も開始された。しかし、西表島西部では国外（中国・台湾・朝鮮半島など）からの電波の混信により夜間の受信が困難であったため、島西部の祖納に1991年11月にラジオ第1放送、2003年10月にはラジオ第2放送の中継局が開設され、混信の少ない超短波（FM波）での放送を開始した。
民放は、復帰前の1964年に琉球放送（RBCiラジオ）が宮古島に中継局を開設し、町内からはこれを受信可能であったが、2004年に琉球放送及びラジオ沖縄（ROK）がFMによる中継局を石垣島と及び西表島に開局した。このほか、2007年に石垣市で開局したコミュニティFM「石垣コミュニティーエフエム」（FMいしがきサンサンラジオ）が、町内の一部（西表島東部まで）を放送エリアとしている。
ラジオ中継局周波数一覧
| 中継局 | NHK1    | NHK2    | NHKFM   | RBCi    | ROK     |
| ------ | ------- | ------- | ------- | ------- | ------- |
| 石垣   | 540kHz  | 1521kHz | 87.0MHz | 78.5MHz | 79.9MHz |
| 祖納   | 85.2MHz | 83.1MHz | —       | 83.9MHz | 81.5MHz |

- 出力：石垣局はNHKAMが1kW、他は100W。祖納局はすべて10W。

## 著名な出身者
- 歴史上の人物
  - 安里屋クヤマ - 竹富島出身。民謡「安里屋ユンタ」で知られる。
  - オヤケアカハチ - 波照間島出身。オヤケアカハチの乱を起こす。
  - 長田大主 - 波照間島出身。オヤケアカハチの乱でアカハチと対立。
  - 西塘 - 竹富島出身。琉球王国の官吏。武富大首里大屋子に任ぜられ八重山諸島を統治。
- 政治
  - 吉野高善 - 小浜島出身。医師・政治家、八重山民政府知事。
- 学術
  - 上勢頭亨 - 竹富島出身。僧侶、民俗学者。
  - 大城肇 - 鳩間島出身。経済学者、琉球大学第16代学長
- 音楽・芸能

  - SHINOBU - 小浜島出身。DA PUMPの元メンバー。
  - 難波良 - 西表島出身。トレモノのメンバー。
  - 山猫ブラザーズ - 西表島出身。お笑い芸人。
- スポーツ
  - 前泊哲明 - 西表島出身。元プロ野球選手。